# Carrer del Consell de Cent
El carrer del Consell de Cent porta el nom de l'assemblea representativa de la comunitat política dels barcelonins (el Consell de Cent abolit el 1714 pel Decret de Nova Planta) i travessa successivament els districtes de Sants-Montjuïc, l'Eixample i Sant Martí. Comença al carrer de Creu Coberta i s'acaba a l'Avinguda de la Meridiana. És una via paral·lela al mar, amb les illes amples i perfectament alineades, cosa que dona al carrer un aire ordenat. Alguns dels interiors de les illes de cases han esdevingut jardins públics i d'altres els formen edificis que fa un centenar d'anys que es van aixecar, i als baixos dels quals hi ha instal·lats comerços, empreses de serveis i locals de lleure.

## Descripció
Consell de Cent inicia el seu recorregut pràcticament davant del Mercat d'Hostafrancs, seguint un recorregut recte durant uns pocs centenars de metres quan és tallat abruptament pel Parc de Joan Miró, dit també de l'Escorxador, per haver nascut sobre el solar de l'antic escorxador municipal de Barcelona, té una extensió equivalent a quatre illes de l'Eixample incloent els carrers que hi hauria entre elles, de manera que interromp el traçat del carrer del Consell de Cent i del carrer de Llança en dues travessies. A l'interior hi ha una obra de Joan Miró, la coneguda Dona i Ocell, de 22 m d'alçada, amb ceràmiques de colors que donen personalitat a un dels parcs més grans de l'Eixample. En aquest indret s'ha fet una remodelació de les instal·lacions. Entre altres intervencions s'han cobert les pistes esportives, s'han construït nous vestidors i noves zones de jocs infantils. També hi ha una gran catifa verda de més de 6.000 m² que cobreix la zona de l'aparcament i els dipòsits pluvials, i converteix aquest espai en un parc per a la convivència, amb una bona accessibilitat per a tothom. També se n'ha renovat l'enllumenat, el mobiliari urbà, les portes d'entrada al recinte, el paviment, els arbres i el sistema de reg (amb aigües freàtiques recuperades de les pluges).
A l'Estació de Girona s'hi pot accedir des de la cantonada dels carrers de Girona i Consell de Cent. A la paret de la dreta del vestíbul d'aquesta estació per l'entrada a la línia 4, hi ha una obra de l'escultor Angel Orensanz. És una obra abstracta que vol simbolitzar paisatges de l'Empordà i de la Costa Brava (en relació amb el nom de l'estació on es troba: Girona). Aquest gran mural està format per 224 peces de gres vermelloses, i hi va ésser instal·lat l'any 1973 quan s'inaugurava la línia groga.
Quan el carrer del Consell de Cent travessa l'Avinguda de la Diagonal, just a la cruïlla del carrer dels Enamorats, tocant a la Plaça de Pablo Neruda, hi ha una de les parets mitgeres de Barcelona esdevinguda obra d'art. Es tracta d'un gran mural de 400 m² batejat amb el nom de Els Balcons de Barcelona, el qual reprodueix una façana de l'Eixample habitada per personatges famosos, amb balcons i botigues als baixos dels edificis. L'autor d'aquesta obra és Cité de la Création, una cooperativa d'artistes de Lió que han deixat la seua empremta per tot el món.
A la cruïlla que formen els carrers de Consell de Cent, Padilla i Enamorats hi ha un dels nou horts urbans que funcionen a la ciutat de Barcelona: L'Hort Sagrada Família. Ocupa uns 1.600 m² i està dividit en 20 parcel·les de 40 m² cada una. Els arrendataris de les persones són persones jubilades. El projecte d'horts urbans va néixer l'any 1997, gràcies a la iniciativa de Parcs i Jardins de Barcelona, que és l'ens encarregat del patrimoni verd de la ciutat.
Dins del pla Superilla Barcelona el Govern municipal ha transformat en els anys 2022 i 2023 el tram entre carrer de Vilamarí y passeig de Sant Joan en un passeig de plataforma única per els vianants. Se n'ha eliminat l'asfalt i s'ha utilitzat el panot i el granit com a paviments, i el verd pren un protagonisme clar: passa a ocupar de l'1% al 12% del carrer. Se n'ha convertit les places de les cruïlles amb Girona i Comte Borrell en espais cívics i d'activitats, i les de Rocafort i Enric Granados són àmbits enjardinats que potenciaran el verd i l'estada.